# Thomas Honstedt

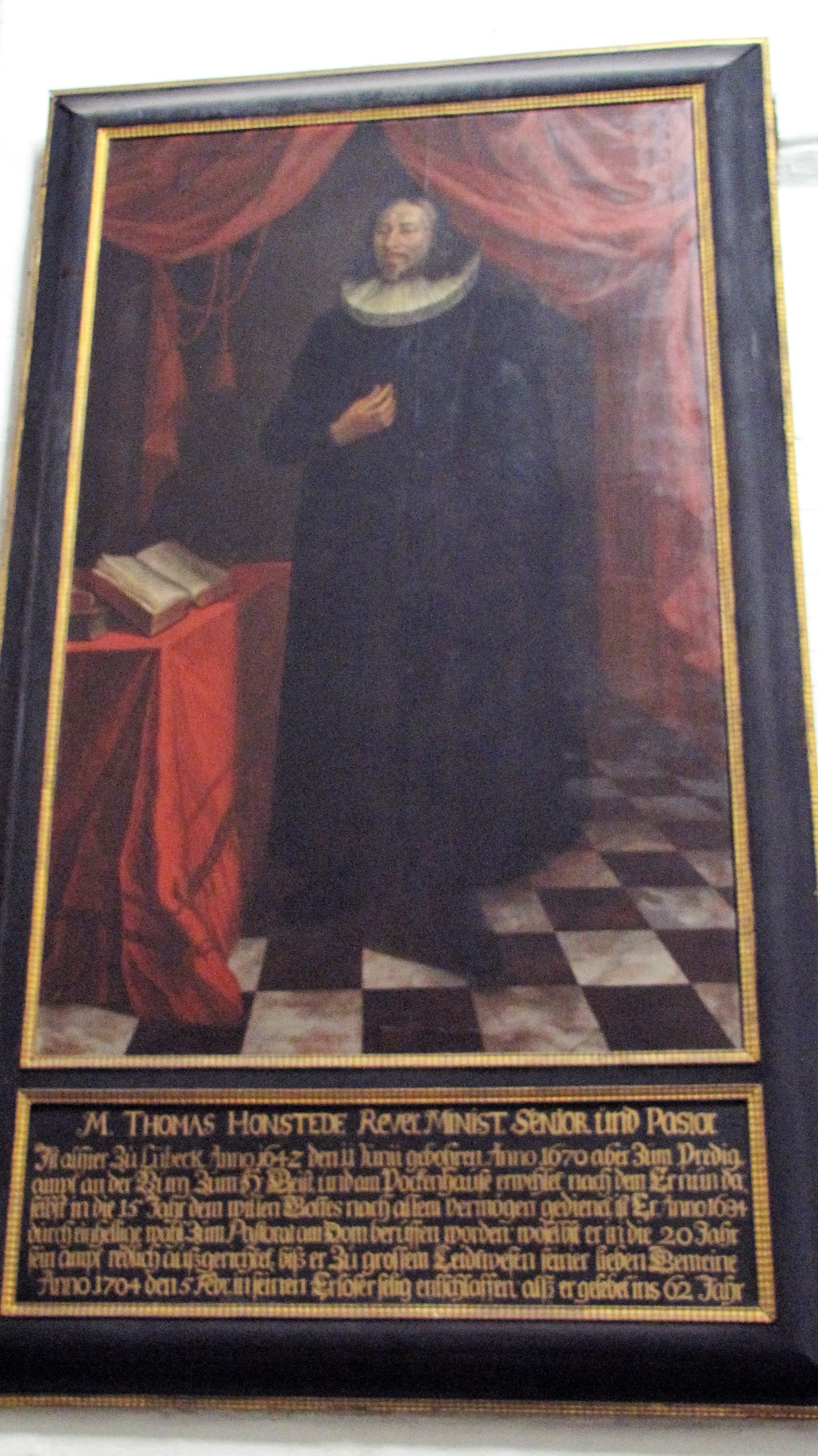
Thomas Honstedt, Gedenkgemälde im Lübecker Dom

Thomas Honstedt, auch Honstede, Honstädt, Hohnstedt (* 11. Juni 1642 in Lübeck; † 5. Februar 1704 ebenda) war ein deutscher evangelisch-lutherischer Geistlicher, Hauptpastor am Lübecker Dom und Senior des Geistlichen Ministeriums.

## Leben
Thomas Honstedt war der Sohn eines Lübecker Kaufmanns. Er besuchte das Katharineum zu Lübeck. Schon im Alter von 12 Jahren wurde er im April 1655 an der Universität Rostock immatrikuliert, studierte jedoch nicht dort, sondern zunächst ab 1662 an der Universität Wittenberg. 1664 war er Respondent einer Disputation unter dem Vorsitz von Konstantin Ziegra. Nach seiner Rückkehr nach Lübeck war er Hauslehrer der Kinder des Bürgermeisters David Gloxin und danach der Kinder des Dr. Heide. Im Juli 1668 kam er an die Universität Gießen. Am 23. April 1669 disputierter er unter dem Vorsitz von Peter Haberkorn und graduierte als Magister. Er erhielt eine Berufung zum Prediger in Worms, lehnte diese aber ab. Das ihm zuerkannte Schabbel-Stipendium ermöglichte ihm noch ein Studienjahr an der Universität Altdorf.
Am 18. August 1670 erfolgte seine Berufung zum Prediger der Burgkirche in Lübeck, womit auch der Dienst am Heiligen-Geist-Hospital und am Pockenhaus verbunden war. 1684 wechselte er als Hauptpastor an den Dom, und am 4. November 1700 wurde er als Nachfolger von Bernhard Krechting zum Senior gewählt. Aufgrund der Vakanz der Superintendentur zwischen dem Tod August Pfeiffers und der Berufung von Georg Heinrich Götze war er bis 1702 der leitende Geistliche in Lübeck.
Er war verheiratet mit Dorothea, geb. Wendt, einer Tochter seines Vorgängers am Dom Joachim Wendt, und war damit Schwager von Christoph Wendt. Der einzige Sohn des Paares, Joachim Hinrich, starb schon am 9. Februar 1698 im Alter von 17 Jahren.
Honstedt war trotz seiner persönlichen Bekanntschaft mit prominenten Vertretern des Pietismus wie Johann Wilhelm Petersen, der in Gießen sein Studienkollege gewesen war, und seiner Freundschaft mit Philipp Jakob Spener ein prominenter Vertreter der in Lübeck vorherrschenden Lutherischen Orthodoxie. Das zeigte sich besonders in seinen Beiträgen zum terministischen Streit um die Jahrhundertwende über den Gottgesetzten Gnaden-Termin. Honstedt vertrat, zusammen mit der Lübecker Pastorenschaft, gegen Adam Rechenberg die Haltung, dass eine Umkehr jederzeit möglich sei und es kein zu spät dafür gebe.
Er war die treibende Kraft hinter mehreren Projekten praktisch-theologischer Neuordnung im Dom und in der Stadt. Im Dom wurde von 1696 bis 1699 eine neue, monumentale Orgel nach Plänen von Arp Schnitger errichtet. 1701 verfasste Honstede zusammen mit dem Geistlichen Ministerium eine Erklärung des Kleinen Katechismus, die 1702 vom Rat eingeführt zwei Generationen lang in allen Lübecker Kirchen und Schulen genutzt wurde, bis sie 1774 vom Aufklärungs-Katechismus von Johann Andreas Cramers abgelöst wurde. Kurz darauf war er verantwortlich für die Zusammenstellung der Lieder und verfasste das Vorwort im ersten offiziellen Lübecker Kirchengesangbuch Lübeckisches Gesang=Buch, das das Geistliche Ministerium auf Verordnung Eines Hoch-Edlen Hochweisen Raths 1703 veröffentlichte. Das Gesangbuch zeichnete sich durch eine konservative Auswahl und eine bemerkenswerte mangelnde Rezeption neueren, vor allem pietistisch ausgerichteten Liedguts aus, obgleich seine Vorrede andere Erwartungen wecken konnte. Ebenso verantwortete er die beigefügten Christliche Gebete Zur Erweckung Heiliger Andacht In Kirchen Und Häusern nützlich zu gebrauchen. 1702 wurde erstmals das von Honstede abgefasste Formular für ein öffentliches Fürbittengebet (Kirchengebet) verwendet.
Sein Nachfolger als Hauptpastor wurde Hermann Lebermann, der schon seit 1674 Prediger am Dom gewesen war.
An Honstedt erinnert ein bis heute erhaltenes ganzfiguriges Gedenkgemälde im Lübecker Dom an der Westseit des zweiten südlichen Langschiffpfeilers.

## Schriften
- Disputatio Physica De Causis Corporis Naturalis In Genere. Wittenberg: Röhner 1664 (Digitalisat, SLUB)
- Disputatio theologica de Christo archiatro spirituali, quam in honorem pasti nobis & crucifixi medici coelestis ex commate primo v. 4, Cap. LIII, Esaiae prophetae. Giessen 1669
- Palaestra Vere Christiana, Oder Christliche Burg-Predigten: Darinn nach außdrücklicher Anleitung des Göttliches Wortes/ und klaren Zeugnissen der alten Kirchenlehrer und reinen Theologen ordentlich und außführlich gehandelt wird/ ... Hamburg: Schultz/Lübeck: Schmalhertz 1675

zweite Auflage unter dem Titel: Wahrer Kinder Gottes Gläubiges Kämpffen Und Fröliches Siegen. Hamburg/Lübeck 1680
- Diss. de vita fidei. Lübeck: Volck 1684 (Digitalisat, Bayerische Staatsbibliothek)

2. unveränderte Auflage 1685 (Digitalisat, Bayerische Staatsbibliothek)
- Gründlicher und deutlicher Beweiß, Daß in der Schrifftmäßigen Rettung des Lübeckischen Responsi, über der entstandenen Streitigkeit des von Gottgesetzten Gnaden-Termins, Die Warheit und Unschuld nicht sey beleidiget worden : Wider (Tit.) Hn Adem Rechenbergs ... der Zeitzischen Schrifft beygefügte Vorrede; Samt ... aller in diesem Streit zusam[m]en gehöriger ... Warheiten ... Lübeck: Wettstein 1703 (Digitalisat, SLUB)